# Ponto de folha

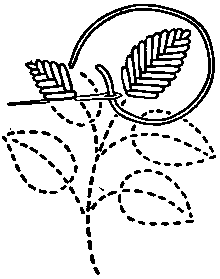
Execução do ponto de folha

O Ponto de folha é um ponto de bordado do tipo reto frequentemente utilizado para preencher folhas e pétalas, é de gran utilidade também para bordas se os pontos forem confeccionados com um tamanho uniforme.

## Variações

### Ponto de folha aberto

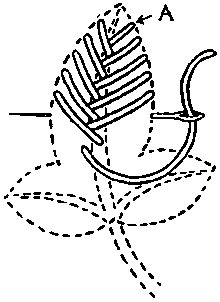
Execução do ponto de folha aberto

O ponto de folha aberto é utilizado da mesma maneira, executando-se os espaços entre os pontos, que são maiores neste caso.
É um ponto de cobertura usado em tecido plano e uniforme. É  trabalho com um acabamento aberto que permite ver o tecido através dos pontos. É usado para preencher pétalas e folhas quando se quer um resultado mais leve. Os pontos são trabalhados de cima para baixo seguindo o contorno da forma. A linha é mantida do lado esquerdo e um ponto inclinado é feito no centro antes da linha passar pela direita.